# راي رايس
راي رايس (بالإنجليزية: Ray Rice)‏ هو لاعب كرة قدم أمريكية أمريكي، ولد في 22 يناير 1987 في نيو روتشيل في الولايات المتحدة.

## وصلات خارجية
- راي رايس على موقع مرجع كرة القدم المحترفة.كوم (الإنجليزية)
- راي رايس على موقع كلية كرة القدم في سبورتس رفرنس.كوم (الإنجليزية)
- راي رايس على موقع الموسوعة البريطانية (الإنجليزية)